# Étienne Ier de Bavière
Pour les articles homonymes, voir Étienne Ier.
Étienne Ier (14 mars 1271 – 10 décembre 1310) est un duc de Basse-Bavière de la maison de Wittelsbach de 1290 à sa mort, conjointement avec ses frères Othon III et Louis III. À sa mort, ses fils Henri XIV et Othon IV lui succèdent.
En 1297, Étienne Ier épouse Judith (1285/1287 – 1320), fille du duc Bolko Ier de Lwówek, dont :
- Agnès (1301-1316), nonne à Selingethal ;
- Béatrice (1302-1360), épouse en 1321 Henri II, comte de Goritz ;
- Henri XIV (1305-1339) ;
- Élisabeth (1306-1330), épouse en 1325 Othon d'Autriche ;
- Othon IV (1307-1334).